# Меркур'єва Віра Олександрівна
Віра Олександрівна Меркур'єва (1876—1943) — радянська російська поетеса та перекладачка.

## Біографія
Народилася в родині землеміра. У 1895 році закінчила Владикавказьку жіночу гімназію. З дитинства мала глухоту, серцеві розлади. Поезією серйозно зайнялася вже в зрілому віці, коли їй було за сорок.
У 1912—1917 публікується в журналі «Вісник теософії». У 1917 р. переїжджає в Москву, зближується з В'ячеславом Івановим і колом символістів, публікує вірші у символістських альманахах і журналах. У 1920 повернулася до Владикавказу, де прожила до 1932, коли знову повернулася до Москви.
Єдина прижиттєва книга Меркур'євої - збірник переказів  з Персі Біші Шеллі у 1937. У Москві жила вкрай бідно. Під час війни евакуювалася в Ташкент, де і померла в березні 1943 року. Була похована на Боткінському кладовищі в Ташкенті, поруч з могилою Е. Дмитрієвої (Черубини де Габриак). Могили обох до наших днів не збереглися.
Попри кілька спроб друзів видати за її життя книгу віршів Меркур'євої, збірки своїх віршів вона так і не побачила. Вперше поетичний доробок Віри Меркур'євої побачило світ тільки в 2007